# Witstuitsirystestiran
De witstuitsirystestiran (Sirystes albocinereus) is een zangvogel uit de familie Tyrannidae (tirannen).

## Verspreiding en leefgebied
Deze soort komt voor in zuidwestelijk Venezuela, oostelijk Colombia, oostelijk Ecuador, oostelijk Peru, westelijk Brazilië en noordelijk Bolivia.

## Status
De grootte van de populatie is niet gekwantificeerd maar de soort wordt omschreven als vrij algemeen maar met een versnipperde verspreiding. Op de Rode lijst van de IUCN heeft deze soort de status niet bedreigd.